# 京都府道446号豊田富田線
京都府道446号豊田富田線（きょうとふどう446ごう とよたとみたせん）は、京都府船井郡京丹波町を通る一般府道である。

## 概要
船井郡京丹波町豊田から船井郡京丹波町富田に至る。
2つの国道を結ぶ近道となっている。

### 路線データ
- 起点：船井郡京丹波町豊田（豊田交差点、国道9号交点）
- 終点：船井郡京丹波町富田（富田変電所前交差点、国道27号交点）

## 地理

### 通過する自治体
- 船井郡京丹波町

### 交差する道路
| 交差する道路                           | 交差する場所 | 交差する場所              |
| -------------------------------------- | ------------ | ------------------------- |
| 国道9号 / 山陰道                       | 豊田         | 豊田交差点 / 起点         |
| 国道27号 京都府道80号日吉京丹波線 重複 | 富田         | 富田変電所前交差点 / 終点 |

### 沿線
- 九手神社
- 泉谷寺
- 宇津木寺
- 京都府立須知高等学校